# Brzemienna
Brzemienna (również: Portret brzemiennej kobiety, La Donna Gravida) – obraz olejny namalowany przez Rafaela w latach 1505–1506 lub w 1507 roku. Znajduje się w zbiorach Palazzo Pitti we Florencji.
Nieznana jest tożsamość sportretowanej kobiety, prawdopodobnie była to żona florenckiego patrycjusza. Sportretowana kobieta emanuje pewnością i spokojem, wyłania się z ciemnego tła. Swój wzrok kieruje w stronę widza. Dłonie układa na brzuchu. Na obrazie dominują nasycone kolory: czerwień, żółć, brąz i biel.